# 秩父フリーきっぷ
秩父フリーきっぷ（ちちぶフリーきっぷ）は、西武鉄道が発売している周遊券である。本頁では長瀞おさんぽきっぷについても記す。

## 概要

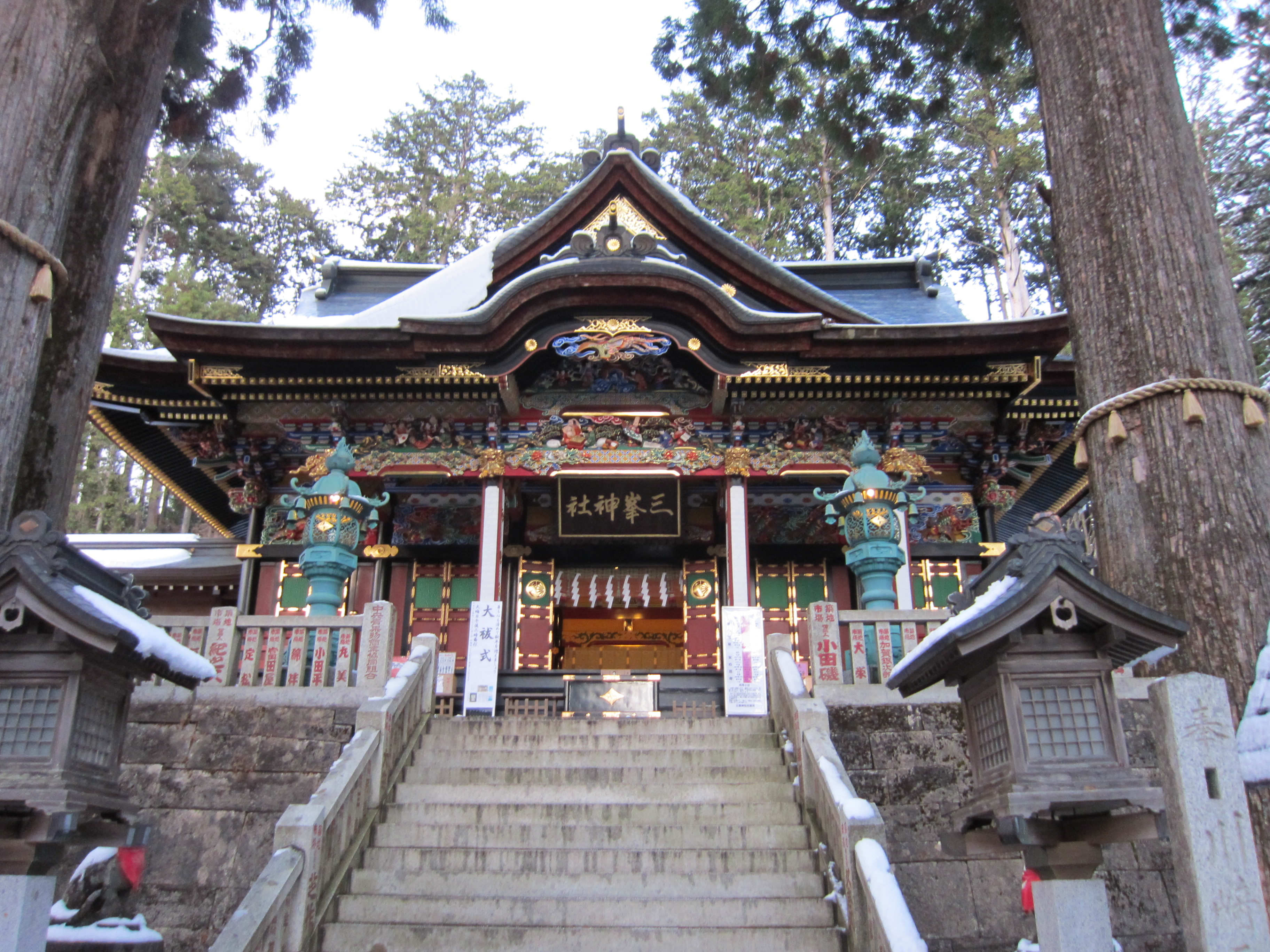
三峰神社 拝殿

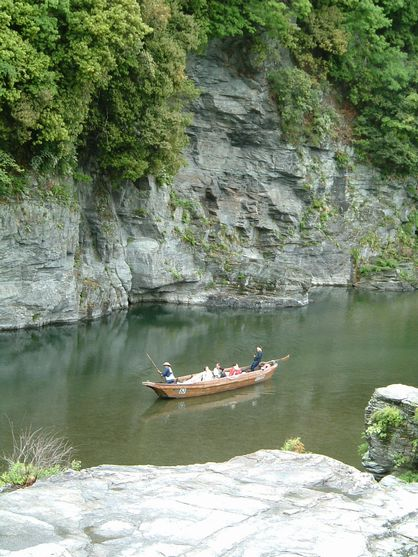
長瀞渓谷ライン下り

西武線発駅〜西武秩父線芦ヶ久保駅までの往復割引乗車券と西武秩父線芦ヶ久保駅〜西武秩父駅間、および秩父鉄道秩父本線三峰口駅〜野上駅間が乗り降り自由の周遊券である。
1992年に「秩父1日フリーきっぷ」として発売開始し、2001年に2日間有効となり「1日」をなくして現在の名前となった。また、それと同時に「1日」の時は裏が白い券で、裏に券の説明表記が書いてある常備タイプの切符だったものから、端末発行の自動改札対応の裏が黒い磁気切符に変更されている。
また、秩父地区の施設で優待も受けられる。

## 発売箇所
- 西武線各駅（但し、小竹向原駅、西武秩父線高麗駅〜西武秩父間および多摩川線各駅を除く）

## 料金
- 料金は発駅から西武秩父までの往復運賃を1割引した金額に900円（子供は460円）足した金額となる。（10円未満は切り上げる）

## 長瀞おさんぽきっぷ

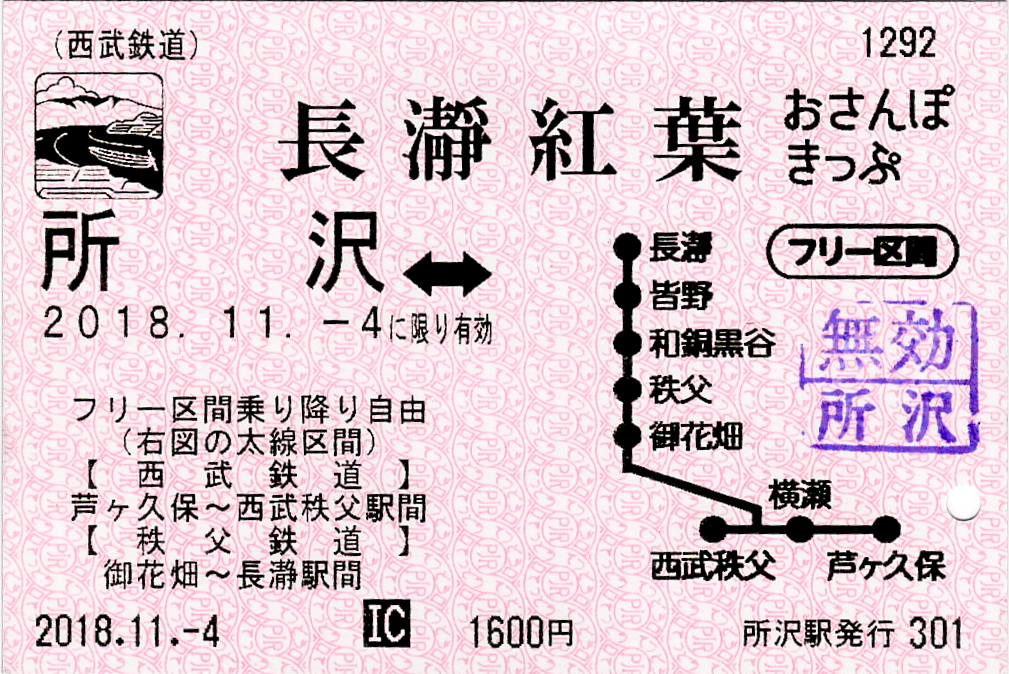
長瀞紅葉おさんぽきっぷ - 2018年秋

西武線発駅〜西武秩父線芦ヶ久保駅までの往復割引乗車券と西武秩父線芦ヶ久保駅〜西武秩父駅間、および秩父鉄道秩父本線御花畑駅〜長瀞駅間が乗り降り自由の周遊券である。
春・夏・秋・冬の季節ごとに発売する。